# Saint-Aubin-le-Cauf

Saint-Aubin-le-Cauf este o comună în departamentul Seine-Maritime, Franța. În 1 ianuarie 2022 avea o populație de 832 de locuitori.